# Cribrorotalia
Cribrorotalia es un género de foraminífero bentónico de la subfamilia Notorotaliinae, de la familia Elphidiidae, de la superfamilia Rotalioidea, del suborden Rotaliina y del orden Rotaliida. Su especie tipo es Notorotalia tainuia. Su rango cronoestratigráfico abarca desde el Eoceno superior hasta el Mioceno medio.

## Discusión
Clasificaciones más modernas incluyen Cribrorotalia en la Familia Notorotaliidae.

## Clasificación
Cribrorotalia incluye a las siguientes especies:
- Cribrorotalia beckerae †
- Cribrorotalia chattonensis †
- Cribrorotalia dorreeni †
- Cribrorotalia hornibrooki †
- Cribrorotalia keari †
- Cribrorotalia longwoodensis †
- Cribrorotalia lornensis †
- Cribrorotalia manaikense †
- Cribrorotalia miocenica †
- Cribrorotalia obesa †
- Cribrorotalia okokoensis †
- Cribrorotalia ornatissima †
- Cribrorotalia tainuia †